# Olde Convent

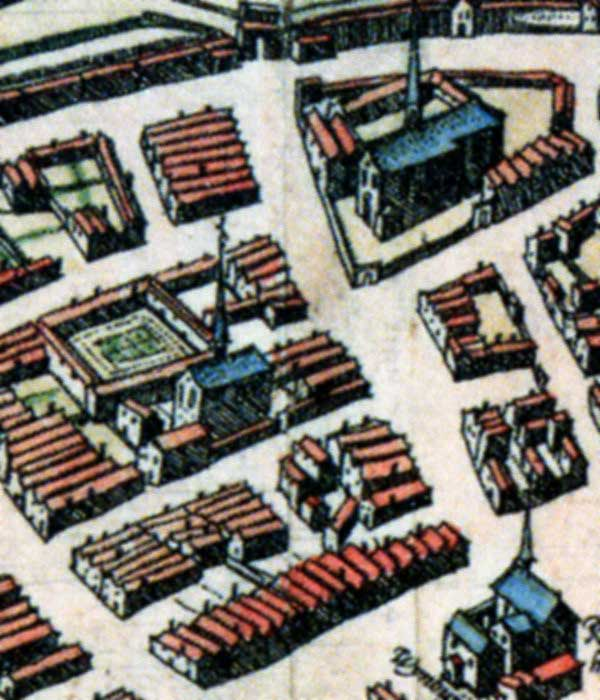
In het midden het complex van het Olde Convent, rechtsboven het Jacobijnerklooster en rechtsonder het Raadhuis van Groningen (1575)

Het Olde Convent was een vrouwenklooster in de stad Groningen. Uit opgravingen in 1959 is gebleken dat de gebouwen uit ongeveer 1350 dateren. Het klooster wordt voor het eerst genoemd in 1386. In 1401 treedt het toe tot de Tertiarissen. Het heeft bestaan tot aan de reductie van Groningen in 1594.

## Geschiedenis

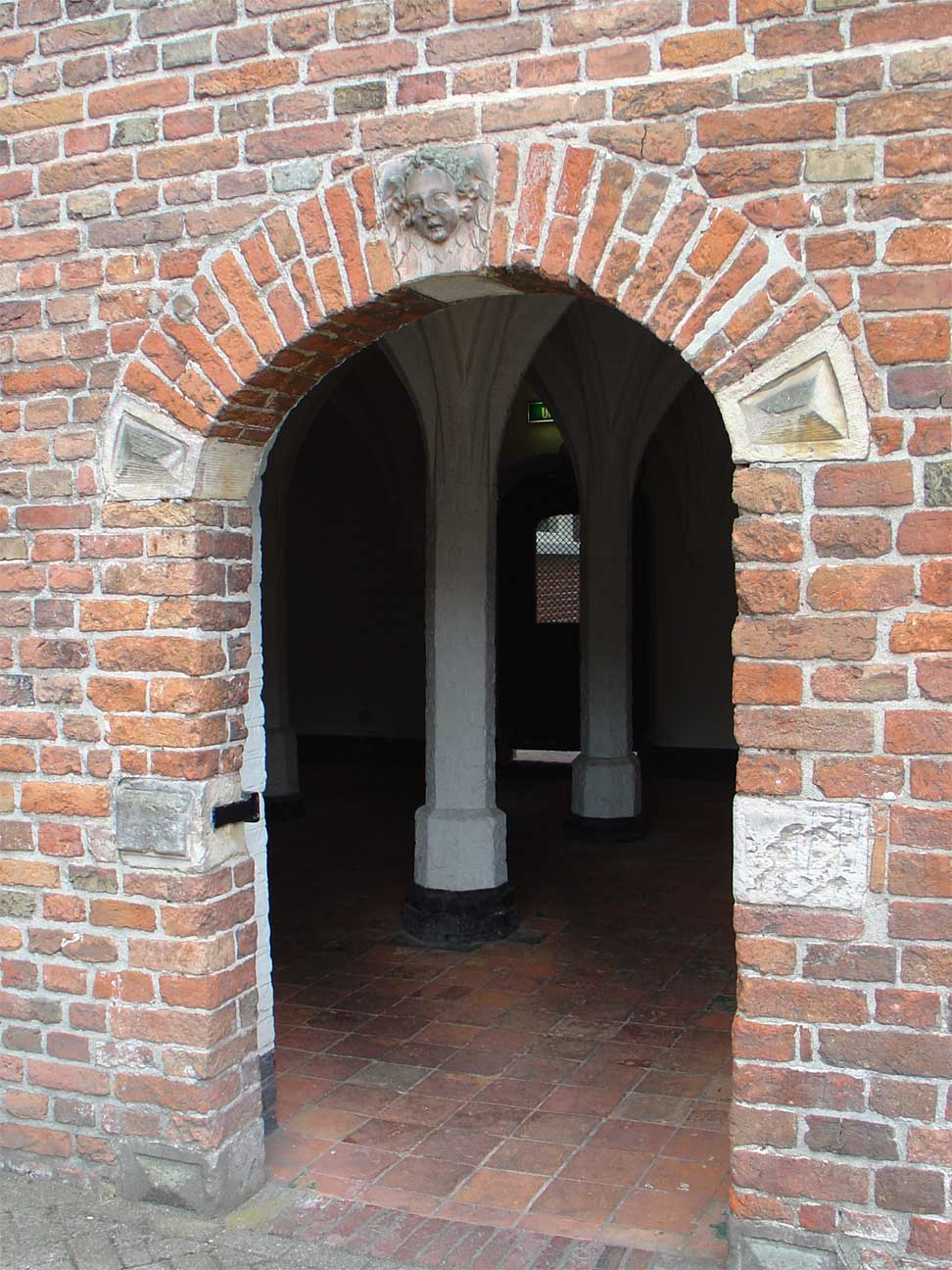
Ingang van het Rode Weeshuis

Het klooster wordt voor het eerst genoemd in een oorkonde uit 1386. Het is dan nog een begijnenconvent. In die oorkonde wordt de locatie van het convent aangegeven; Het ligt aan de westzijde van de Oude Ebbingestraat. Vermoed wordt dat het Olde Convent is ontstaan vanuit het Vrouwe Menoldaconvent, een begijnenconvent dat al in de dertiende eeuw wordt genoemd. In 1401 treedt het convent toe tot het dan gevormde kapittel van Utrecht van de Tertiarissen. Het klooster had een eigen kapel met een zogenaamde nonnengalerij, waar de mis kon worden bijgewoond. Vanaf 1436 mocht er, met toestemming van de paus, in de kapel begraven worden.
In 1599 werd het kloostercomplex door Stad en Lande afgestaan aan de stad Groningen om te dienen als weeshuis voor kinderen van de gezeten burgerij. Dit vormde het begin van het Rode Weeshuis.